# Jacopo Sansovino
Jacopo d'Antonio Sansovino (* Firenca, 2. srpnja 1486. - † Venecija, 27. studenog 1570.), talijanski arhitekt i kipar. Najpoznatiji je po svojim radovima na venecijanskom Trgu svetog Marka.
 
Veliki talijanski arhitekt Andrea Palladio, u uvodu svoje Quattro Libri navodi da je Sansovinova zgrada Biblioteke Marciane najljepša građevina nakon antike.  

## Životopis i djelo
Rođen je u Firenci kao Jacopo Tatti u obitelji izrađivača madraca. Godine 1501. ušao je kiparsku radionicu Andrea Sansovina na naukovanje, te je od njega preuzeo prezime. 
Godine 1506. godine prihvatio je poziv Giuliana da Sangalla da posjeti Rim, gdje je upoznao Bramantea i Rafaela. U Rimu je napravio voštani model Krista, po kome je Pietro Perugino naslikao sliku Polaganje u grob. Nakon toga vratio se u Firencu 1511. godine, jer je dobio narudžbe za mramorne skulpture sv. Jakova za firentinski Duomo i Bakha, za Giovannija Bartolinija (danas u Bargellu). Njegov natječajni rad za dekoraciju pročelja crkve San Lorenzo, odbijen je na račun Michelangelovog, zbog čega mu je Sansovino poslao jedno gorko i optužujuće pismo 1518. godine.
U razdoblju od 1510. – 1517. godine dijelio je atelje i modele sa slikarom Andreom del Sartom. Poput drugih talijanskih arhitekata 16. stoljeća, i on je sudjelovao na natječaju za baziliku San Giovanni Battista dei Fiorentini u Rimu, koji je organizirao papa Lav X. 1514. godine. Na tom su natječaju sudjelovali brojni poznati umjetnici visoke renesanse: Rafael, Antonio da Sangallo Mlađi i Baldassare Peruzzi. Njegov rad je bio izabran, ali je zbog tehničkih poteškoća, ubrzo odbačen, a posao povjeren Antoniju da Sangallu.

## Djelovanje u Veneciji 1527. – 1570.
Godine 1529. Sansovino postaje glavni arhitekt i nadzornik (Protomaestro ili Proto kako su to venecijanci zvali) imetka Prokuratora sv. Marka. Ta pozicija stvorila je od njega jednog od najutjecajnijih umjetnika Venecije. Prvotno je njegova plaća bila 80 dukata i plaćeni stan pored zvonika sv. Marka. U roku od godine dana njegova plaća bila je porasla na 180 dukata godišnje.
Njegov venecijanski opus uglavnom je oko središnje točke Venecije Trg svetog Marka. On je projektirao palaču Nacionalne knjižnice sv. Marka (Biblioteca Marciana), Zgradu kovnice novca (Zecca), Loggettu sa skulpturama i obližnji zvonik sv. Marka (Campanile). Isklesao je brojne kipove i reljefe u bazilici sv. Marka. Sansovino se također bavio obnovom i sanacijom brojnih zgrada, crkava i palača. Između ostalog je obnovio crkve San Zulian, San Francesco della Vigna, San Martino, San Geminiano (danas porušena), Santo Spirito in Isola i Incurabili. Obnovio je sljedeće zgrade: Scuola Grande della Misericordia (početni planovi), Ca 'de Dio, Palazzo Dolfin, Palazzo Corner, Palazzo Moro i Fabbriche Nuove di Rialto.
Njegovo remek djelo je palača Biblioteke Marciane na Piazzeti Trga svetog Marka. Jedna je od najljepših zgrada visoke renesanse. Radovi na ovoj palači otegli su se na preko pedeset godina, i dosegli cijenu od 30.000 dukata. U ovom vrhunskom djelu Sansovino je uspješno s klasičnim arhitektonskim rješenjima i elementima, uspio Venecijance uvjeriti u ljepotu svog djela i istovremeno ih odvratiti od njihove tradicionalne ljubavi za površinsku dekoraciju i pretjeranu kićenost.
 
Ovo klasično djelo utrlo je put za arhitekturu Andree Palladija.
Sansovino je umro 1570. u Veneciji, pokopan je u krstionici bazilike sv. Marka. Njegov najbolji učenik i sljedbenik u kiparstvu bio je Alessandro Vittoria.

## Vanjske poveznice
- Encyclopædia Britannica: Jacopo Sansovino